# Canton de Noyon
Le canton de Noyon est une circonscription électorale française située dans le département de l'Oise et la région Hauts-de-France.

## Géographie
Ce canton est organisé autour de Noyon dans l'arrondissement de Compiègne.

## Histoire
Par décret du 20 février 2014, le nombre de cantons du département est divisé par deux, avec mise en application aux élections départementales de mars 2015. Le canton de Noyon est conservé et s'agrandit. Il passe de 23 à 42 communes.

## Représentation

### Conseillers d'arrondissement (de 1833 à 1940)
Le canton de Noyon avait deux conseillers d'arrondissement jusqu'en 1926.
| Période                                  | Période      | Identité                             | Étiquette       | Qualité |
| ---------------------------------------- | ------------ | ------------------------------------ | --------------- | --- |
| 1833                                     | 1842         | Aimé Berthe de Pommery (1790-1880)   |                 | Propriétaire, maire de Cuts (1819-1842)                                                                     |
| 1833                                     | 1835         | Louis Xavier Villain                 |                 | Juge de paix à Noyon                                                                                        |
| 1836                                     | 1848         | Octave Louis Émile Harlay            |                 | Marchand de draps, commandant la Garde Nationale de Noyon                                                   |
| 1842                                     | 1848         | Carle Paffe d'Estay                  |                 | Maire d'Appilly                                                                                             |
|                                          |              |                                      |                 | |
| 1852                                     | 1867         | Aimé Émile Octave Harlay (1823-1862) |                 | Négociant en tissus à Noyon                                                                                 |
| 1867                                     | 1883 (décès) | Alphonse Labarre (1811-1883)         |                 | Cultivateur à Nampcel, fabricant de sucre à Noyon et à Crisolles                                            |
| 1883                                     | 1889         | Jules Narcisse Denis                 |                 | Fabricant de sucre, maire de Noyon de 1881 à 1888                                                           |
| 1889                                     |              | Adalbert Brun-Marville               |                 | Maire de Cuts                                                                                               |
|                                          |              |                                      |                 | |
| 1919                                     |              | Albert-Charles Dermigny              |                 | Agriculteur à Noyon                                                                                         |
|                                          |              |                                      |                 | |
|                                          | 1940         | Lucien Finet (1882-1958)             | Union nationale | Négociant à Noyon                                                                                           |
| 1940                                     |              |                                      |                 | Les conseils d'arrondissement ont été suspendus par la loi du 12 octobre 1940 et n'ont jamais été réactivés |
| Les données manquantes sont à compléter. |              |                                      |                 | |

### Conseillers généraux de 1833 à 2015
| Période     | Période          | Identité                                         | Étiquette             | Qualité |
| ----------- | ---------------- | ------------------------------------------------ | --------------------- | --- |
| 1833        | 1835 (démission) | Charles Martin Antoine II Lallouette (1782-1837) |                       | Propriétaire Maire de Noyon (1830-1834 et 1835-1837) puis de Dreslincourt Elu en 1836 dans le Canton de Ribécourt-Dreslincourt                                                                                         |
| 1835        | 1836 (démission) | Louis-Xavier Villain                             |                       | Juge de paix à Noyon, conseiller d'arrondissement |
| 6 août 1836 | novembre 1836    | Charles Louis Joseph Mony                        |                       | Maire de Noyon |
| 1836        | 1852             | Adolphe de Grattier de Gratterie de Beaurains    |                       | Conseiller à la Cour d'appel d'Amiens Propriétaire du château de Beaurains Maire de Morlincourt |
| 1852        | 1861             | Jules Audebert                                   |                       | Ancien notaire, propriétaire du château de Cuise-la-Motte Maire de Noyon (1848 → 1861) |
| 1861        | 1865             | Louis Édouard Sézille de Biarre                  |                       | Chef d'escadron d'état-major en retraite Maire de Noyon (1861 → 1865) Démissionnaire peu avant sa mort |
| 1865        | 1886             | Baron François de Graffenried de Villars         | Droite                | Baron Capitaine des Grenadiers au 7e régiment d'infanterie de la Garde Propriétaire à Carlepont Mort en fonction |
| 1886        | 1930             | Ernest Noël,                                     | Républicain (GD)      | Directeur d’une usine de produits chimiques à Noyon Député de l'Oise (1893 → 1906) Sénateur de l'Oise (1906 → 1930) Maire de Noyon (1888 → 1925) Président du Conseil général de l'Oise (1904 → 1930) Mort en fonction |
| 1931        | 1937             | Jules Magnier,                                   | Rad.                  | Directeur d'école publique à Noyon Maire de Noyon (1925 → 1935) |
| 1937        | 1940             | Arthur Terteaux                                  | Rad.                  | Instituteur honoraire à Noyon |
|             |                  |                                                  |                       | |
| 1945        | 1953             | Maurice Dufour                                   | DVD puis RPF          | Premier adjoint au maire de Noyon Mort en fonction |
| 1953        | 1961             | Achille Granthomme (1887-1969)                   | RS puis UNR           | Géomètre Maire de Noyon (1947 → 1959) |
| 1961        | 1998             | Max Brézillon (1921-2008)                        | DVD puis UDR puis RPR | Entrepreneur de travaux publics Conseiller municipal de Noyon |
| 1998        | 2004             | Pierre Descaves                                  | FN                    | Expert comptable Député de l'Oise (1986 → 1988) Conseiller municipal de Noyon (1989 → 2001) Conseiller régional [Quand ?]                                                                                              |
| 2004        | 2015             | Patrick Deguise                                  | DVG puis PS           | Responsable commercial Maire de Pont-l'Évêque (1989 → 2008) puis Maire de Noyon (2008 → 2020) |

Sources : Feuilles au vent, chroniques du Pays d'Oise, de J.Mermet - https://gallica.bnf.fr/ark:/12148/bpt6k5829951p/f226.image.r=BOULARD

### Conseillers départementaux à partir de 2015
| Période élective | Période élective | Mandat | Mandat   | Identité                   | Nuance | Nuance | Qualité |
| ---------------- | ---------------- | ------ | -------- | -------------------------- | ------ | ------ | --- |
| 2015             | 2021             | 2015   | 2021     | Michel Guiniot             |        | RN     | Ancien artisan-commerçant Conseiller régional, conseiller municipal de Noyon                                    |
| 2015             | 2021             | 2015   | 2021     | Nathalie Jorand d'Hollande |        | RN     | Attachée de direction                                                                                           |
| 2021             | 2028             | 2021   | en cours | Corinne Achin              |        | DIV    | Traductrice-interprète, adjointe au maire de Carlepont                                                          |
| 2021             | 2028             | 2021   | en cours | Thibault Delavenne         |        | DIV    | Agent de production Maire de Guiscard (2010 → ) Conseiller général de l'ancien canton de Guiscard (2011 → 2015) |

### Résultats détaillés

#### Élections de mars 2015
À l'issue du 1er tour des élections départementales de 2015, deux binômes sont en ballottage : Michel Guiniot et Nathalie Jorand (FN, 41,74 %) et Patrick Deguise et Caroline Duquenne-Horc (Union de la Gauche, 31,17 %). Le taux de participation est de 52,65 % (11 586 votants sur 22 004 inscrits) contre 51,32 % au niveau départemental et 50,17 % au niveau national.
Au second tour, Michel Guiniot et Nathalie Jorand (FN) sont élus avec 51,46 % des suffrages exprimés et un taux de participation de 55,4 % (5 686 voix pour 12 190 votants et 22 003 inscrits).

#### Élections de juin 2021
Le premier tour des élections départementales de 2021 est marqué par un très faible taux de participation (33,26 % au niveau national). Dans le canton de Noyon, ce taux de participation est de 34,29 % (7 534 votants sur 21 973 inscrits) contre 32,46 % au niveau départemental. 
À l'issue de ce premier tour, deux binômes sont en ballottage : Michel Guiniot et Nathalie Jorand (RN, 31,13 %) et Corinne Achin et Thibault Delavenne (DVG, 28,23 %), qui se revendiquent comme indépendants,.
Le second tour des élections est marqué une nouvelle fois par une abstention massive équivalente au premier tour. Les taux de participation sont de 34,36 % au niveau national, 32,8 % dans le département et 35,47 % dans le canton de Noyon. 
Corinne Achin et Thibault Delavenne (SE, et qui ont bénéficié du soutien des candidats du PS ainsi que des élus de la majorité municipale noyonnaise de droite) sont élus avec 60,73 % des suffrages exprimés (4 463 voix pour 7 796 votants et 21 982 inscrits),,,.
En 2022, Thibault Delavenne décide de siéger au sein du groupe majoritaire de droite du conseil départemental.

## Composition

### Composition avant 2015

Situation du canton de Noyon dans le département de l'Oise avant 2015.

Le canton de Noyon regroupait 23 communes.
| Nom                 | Code Insee | Codepostal | Superficie (km2) | Population (dernière pop. légale) | Densité (hab./km2) |
| ------------------- | ---------- | ---------- | ---------------- | --------------------------------- | ------------------ |
| Noyon (chef-lieu)   | 60471      | 60400      | 18,00            | 13 658 (2012)                     | 759                |
| Appilly             | 60021      | 60400      | 4,57             | 529 (2012)                        | 116                |
| Babœuf              | 60037      | 60400      | 7,18             | 531 (2012)                        | 74                 |
| Beaurains-lès-Noyon | 60055      | 60400      | 3,80             | 293 (2012)                        | 77                 |
| Béhéricourt         | 60059      | 60400      | 5,30             | 215 (2012)                        | 41                 |
| Brétigny            | 60105      | 60400      | 5,16             | 404 (2012)                        | 78                 |
| Caisnes             | 60118      | 60400      | 6,19             | 508 (2012)                        | 82                 |
| Cuts                | 60189      | 60400      | 10,78            | 936 (2012)                        | 87                 |
| Genvry              | 60270      | 60400      | 5,14             | 325 (2012)                        | 63                 |
| Grandrû             | 60287      | 60400      | 7,35             | 312 (2012)                        | 42                 |
| Larbroye            | 60348      | 60400      | 2,20             | 488 (2012)                        | 222                |
| Mondescourt         | 60410      | 60400      | 3,19             | 279 (2012)                        | 87                 |
| Morlincourt         | 60431      | 60400      | 3,42             | 505 (2012)                        | 148                |
| Passel              | 60488      | 60400      | 3,65             | 292 (2012)                        | 80                 |
| Pont-l'Évêque       | 60506      | 60400      | 1,13             | 697 (2012)                        | 617                |
| Pontoise-lès-Noyon  | 60507      | 60400      | 6,58             | 475 (2012)                        | 72                 |
| Porquéricourt       | 60511      | 60400      | 3,75             | 379 (2012)                        | 101                |
| Salency             | 60603      | 60400      | 7,79             | 882 (2012)                        | 113                |
| Sempigny            | 60610      | 60400      | 4,40             | 836 (2012)                        | 190                |
| Suzoy               | 60625      | 60400      | 5,17             | 531 (2012)                        | 103                |
| Varesnes            | 60655      | 60400      | 9,15             | 384 (2012)                        | 42                 |
| Vauchelles          | 60657      | 60400      | 2,34             | 292 (2012)                        | 125                |
| Ville               | 60676      | 60400      | 6,04             | 776 (2012)                        | 128                |

### Composition à partir de 2015
Le canton de Noyon est désormais formé de 42 communes.
| Nom                           | Code Insee | Intercommunalité     | Superficie (km2) | Population (dernière pop. légale) | Densité (hab./km2) | Modifier                                    |
| ----------------------------- | ---------- | -------------------- | ---------------- | --------------------------------- | ------------------ | ------------------------------------------- |
| Noyon (bureau centralisateur) | 60471      | CC du Pays Noyonnais | 18,00            | 12 810 (2022)                     | 712                | modifier les données · modifier les données |
| Appilly                       | 60021      | CC du Pays Noyonnais | 4,57             | 505 (2022)                        | 111                | modifier les données · modifier les données |
| Babœuf                        | 60037      | CC du Pays Noyonnais | 7,18             | 514 (2022)                        | 72                 | modifier les données · modifier les données |
| Beaugies-sous-Bois            | 60052      | CC du Pays Noyonnais | 3,91             | 102 (2022)                        | 26                 | modifier les données · modifier les données |
| Beaurains-lès-Noyon           | 60055      | CC du Pays Noyonnais | 3,80             | 340 (2022)                        | 89                 | modifier les données · modifier les données |
| Béhéricourt                   | 60059      | CC du Pays Noyonnais | 5,30             | 194 (2022)                        | 37                 | modifier les données · modifier les données |
| Berlancourt                   | 60062      | CC du Pays Noyonnais | 7,12             | 316 (2022)                        | 44                 | modifier les données · modifier les données |
| Brétigny                      | 60105      | CC du Pays Noyonnais | 5,16             | 433 (2022)                        | 84                 | modifier les données · modifier les données |
| Bussy                         | 60117      | CC du Pays Noyonnais | 3,87             | 308 (2022)                        | 80                 | modifier les données · modifier les données |
| Caisnes                       | 60118      | CC du Pays Noyonnais | 6,19             | 512 (2022)                        | 83                 | modifier les données · modifier les données |
| Campagne                      | 60121      | CC du Pays Noyonnais | 4,55             | 160 (2022)                        | 35                 | modifier les données · modifier les données |
| Carlepont                     | 60129      | CC du Pays Noyonnais | 19,54            | 1 402 (2022)                      | 72                 | modifier les données · modifier les données |
| Catigny                       | 60132      | CC du Pays Noyonnais | 6,68             | 179 (2022)                        | 27                 | modifier les données · modifier les données |
| Crisolles                     | 60181      | CC du Pays Noyonnais | 10,54            | 921 (2022)                        | 87                 | modifier les données · modifier les données |
| Cuts                          | 60189      | CC du Pays Noyonnais | 10,78            | 955 (2022)                        | 89                 | modifier les données · modifier les données |
| Flavy-le-Meldeux              | 60236      | CC du Pays Noyonnais | 3,15             | 225 (2022)                        | 71                 | modifier les données · modifier les données |
| Fréniches                     | 60255      | CC du Pays Noyonnais | 5,96             | 326 (2022)                        | 55                 | modifier les données · modifier les données |
| Frétoy-le-Château             | 60263      | CC du Pays Noyonnais | 5,01             | 264 (2022)                        | 53                 | modifier les données · modifier les données |
| Genvry                        | 60270      | CC du Pays Noyonnais | 5,14             | 330 (2022)                        | 64                 | modifier les données · modifier les données |
| Golancourt                    | 60278      | CC du Pays Noyonnais | 4,13             | 407 (2022)                        | 99                 | modifier les données · modifier les données |
| Grandrû                       | 60287      | CC du Pays Noyonnais | 7,35             | 367 (2022)                        | 50                 | modifier les données · modifier les données |
| Guiscard                      | 60291      | CC du Pays Noyonnais | 20,49            | 1 763 (2022)                      | 86                 | modifier les données · modifier les données |
| Larbroye                      | 60348      | CC du Pays Noyonnais | 2,20             | 511 (2022)                        | 232                | modifier les données · modifier les données |
| Libermont                     | 60362      | CC du Pays Noyonnais | 11,37            | 179 (2022)                        | 16                 | modifier les données · modifier les données |
| Maucourt                      | 60389      | CC du Pays Noyonnais | 3,12             | 232 (2022)                        | 74                 | modifier les données · modifier les données |
| Mondescourt                   | 60410      | CC du Pays Noyonnais | 3,19             | 248 (2022)                        | 78                 | modifier les données · modifier les données |
| Morlincourt                   | 60431      | CC du Pays Noyonnais | 3,42             | 513 (2022)                        | 150                | modifier les données · modifier les données |
| Muirancourt                   | 60443      | CC du Pays Noyonnais | 5,68             | 587 (2022)                        | 103                | modifier les données · modifier les données |
| Passel                        | 60488      | CC du Pays Noyonnais | 3,65             | 271 (2022)                        | 74                 | modifier les données · modifier les données |
| Le Plessis-Patte-d'Oie        | 60502      | CC du Pays Noyonnais | 2,82             | 107 (2022)                        | 38                 | modifier les données · modifier les données |
| Pont-l'Évêque                 | 60506      | CC du Pays Noyonnais | 1,13             | 671 (2022)                        | 594                | modifier les données · modifier les données |
| Pontoise-lès-Noyon            | 60507      | CC du Pays Noyonnais | 6,58             | 438 (2022)                        | 67                 | modifier les données · modifier les données |
| Porquéricourt                 | 60511      | CC du Pays Noyonnais | 3,75             | 412 (2022)                        | 110                | modifier les données · modifier les données |
| Quesmy                        | 60519      | CC du Pays Noyonnais | 4,83             | 172 (2022)                        | 36                 | modifier les données · modifier les données |
| Salency                       | 60603      | CC du Pays Noyonnais | 7,79             | 900 (2022)                        | 116                | modifier les données · modifier les données |
| Sempigny                      | 60610      | CC du Pays Noyonnais | 4,40             | 754 (2022)                        | 171                | modifier les données · modifier les données |
| Sermaize                      | 60617      | CC du Pays Noyonnais | 5,04             | 273 (2022)                        | 54                 | modifier les données · modifier les données |
| Suzoy                         | 60625      | CC du Pays Noyonnais | 5,17             | 537 (2022)                        | 104                | modifier les données · modifier les données |
| Varesnes                      | 60655      | CC du Pays Noyonnais | 9,15             | 365 (2022)                        | 40                 | modifier les données · modifier les données |
| Vauchelles                    | 60657      | CC du Pays Noyonnais | 2,34             | 245 (2022)                        | 105                | modifier les données · modifier les données |
| Ville                         | 60676      | CC du Pays Noyonnais | 6,04             | 746 (2022)                        | 124                | modifier les données · modifier les données |
| Villeselve                    | 60693      | CC du Pays Noyonnais | 6,89             | 385 (2022)                        | 56                 | modifier les données · modifier les données |
| Canton de Noyon               | 6017       |                      | 266,98           | 31 879 (2022)                     | 119                | modifier les données                        |

## Démographie

### Démographie avant 2015
| 1962   | 1968   | 1975   | 1982   | 1990   | 1999   | 2006   | 2011   | 2012   |
| ------ | ------ | ------ | ------ | ------ | ------ | ------ | ------ | ------ |
| 16 748 | 19 177 | 22 081 | 22 856 | 24 198 | 24 829 | 25 206 | 24 458 | 24 527 |

### Démographie depuis 2015
En 2022, le canton comptait 31 879 habitants, en évolution de −3,73 % par rapport à 2016 (Oise : +0,87 %, France hors Mayotte : +2,11 %).
| 2013   | 2018   | 2022   |
| ------ | ------ | ------ |
| 33 313 | 32 668 | 31 879 |